# Sirene (Zeitschrift)
Sirene war eine deutsche Literaturzeitschrift, die von 1990 bis 1999 zweimal im Jahr im Münchner Babel-Verlag des türkischen Verlegers Bülent Tulay erschien. Zuvor wurde die 1988 gegründete Zeitschrift verlegt von der Redaktion Sirene und vom Verlag Kirchheim.

## Konzept
Die Zeitschrift legte ihr Hauptaugenmerk auf in Deutschland weitgehend unbekannte internationale Autoren. Die Redaktion bestand aus französischen, griechischen, türkischen und deutschen Autoren und Übersetzern.

## Bedeutung
Hans-Jürgen Heise nannte die Zeitschrift die aus seiner Sicht „wichtigste Zeitschrift, die in den letzten Jahren das Licht der publizistischen Öffentlichkeit erblickt“ hätte. Sie locke den deutschen Leser „aus seiner regionalen Ecke, seinem provinziellen Abseits hervor“. Rezensent Michael Braun vom Saarländischen Rundfunk sprach von einer Attacke auf „eurozentristische Borniertheit“. Die Süddeutsche Zeitung urteilte: „eine im besten Sinne internationale Literaturzeitschrift.“
Aus der Zeitschrift ging eine weitere Literaturzeitschrift, die ab 1994 neben der Sirene erscheinende Neue Sirene, hervor.
1999 wurde das Erscheinen eingestellt.

### Auszeichnungen
- Horst Bienek Förderpreis der Bayerischen Akademie der Schönen Künste 1991 für Verdienste um die Lyrik[2]